# Herwarth Schmidt von Schwind

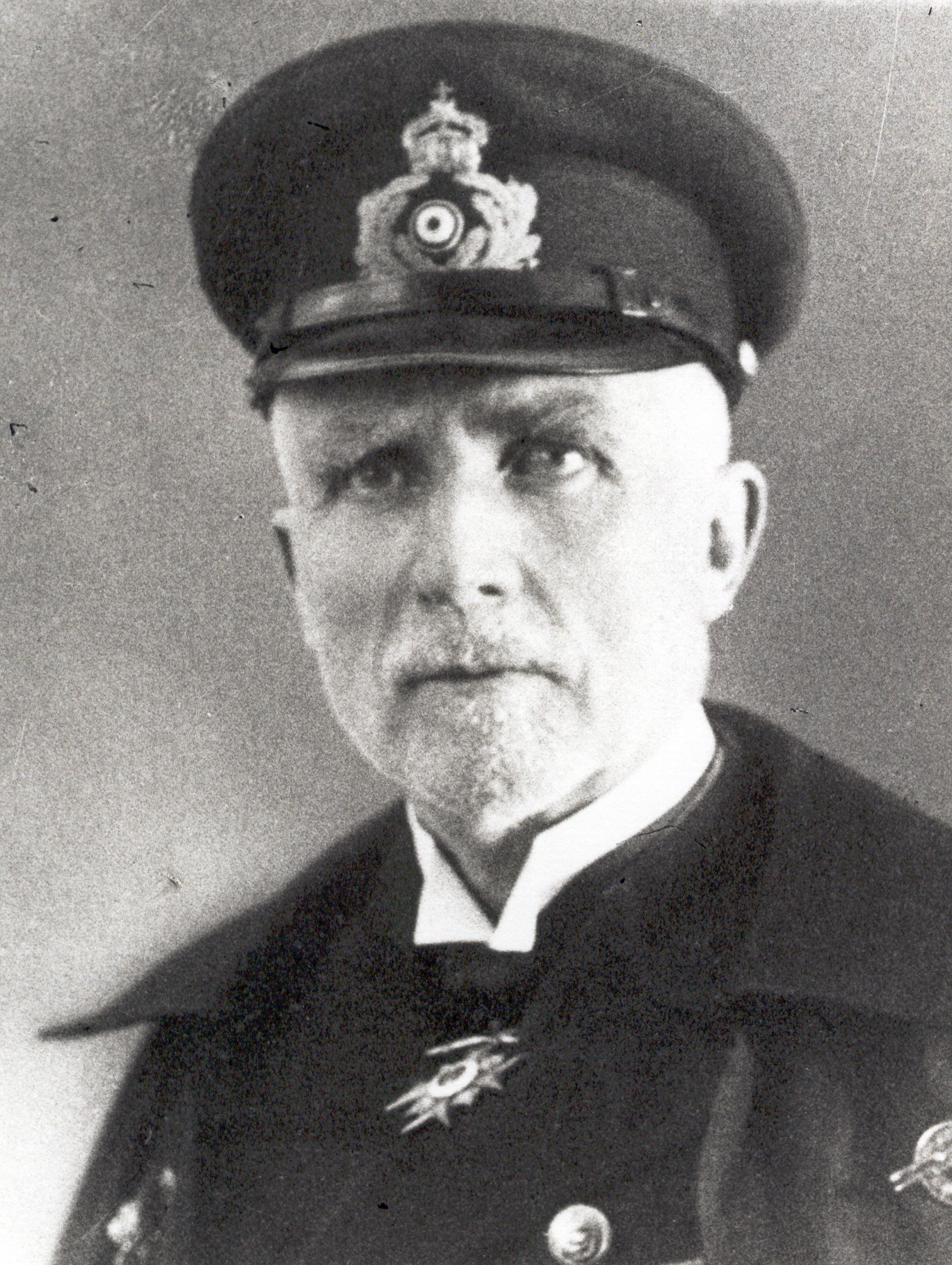
Kapitän zur See Herwarth Schmidt von Schwind, 1910.

Herwarth Ferdinand Schmidt von Schwind, später Herr auf Ettental (* 2. September 1866 in Eschberg; † 24. Juni 1941 in Ettental) war ein deutscher Seeoffizier, zuletzt Vizeadmiral der Kaiserlichen Marine.

## Leben

### Herkunft
Herwarth Schmidt von Schwind war eines von sechs Kindern des 1869 nobilitierten Gutsbesitzers und Offiziers Alexander Schmidt von Schwind (1835–1927) und dessen Ehefrau Bertha geborene Stumm (1840–1876).

### Werdegang
Herwarth Schmidt von Schwind trat im April 1883 in die Kaiserliche Marine ein. Als Erster Offizier auf der Iltis meldete er die nervliche Erkrankung des Schiffskommandanten Korvettenkapitän Ernst von Baudissin an die Admiralität, welcher daraufhin abgelöst wurde und Schmidt von Schwind wurde von September 1894 bis November 1894 als Leutnant zur See mit der Wahrnehmung der Geschäfte des Kommandanten der Iltis beauftragt. Von September 1901 bis September 1905 war er persönlicher Adjutant des Prinzen Heinrich von Preußen. Von September 1905 bis zum Ausscheiden des Schiffs aus dem Flottendienst im April 1907 war er als Korvettenkapitän (Beförderung am 8. Oktober 1902) Kommandant des Kleinen Kreuzers Arcona. Er nahm im Verband der Aufklärungsschiffe an der Sommerreise der Flotte in die schwedischen Häfen Kungsbacka und Södertälje teil. Anschließend übernahm er bis Oktober 1908 die Danzig und wurde in dieser Position zum Fregattenkapitän befördert. Am 13. Oktober 1908 wurde er Kapitän zur See. Ab September 1908 war er Abteilungschef der Seetransportabteilung (A VI S) im Allgemeines Marinedepartement (A) des Reichsmarineamtes und blieb dort bis September 1910.
Am 15. September 1910 wurde er erster Direktor der Marineschule Mürwik. Bis 31. Juli 1914 blieb er in dieser Stellung, welche später als Kommandeur geführt wurde. Zusätzlich war er zweimal (August/September 1912 und Juli bis September 1914) kurz Kommandant des Linienschiffs Zähringen. So war er ab Mitte August 1912, nachdem die Zähringen nach einer Werftüberholung in Kiel wieder in Dienst gestellt worden war, nur bis Ende September 1912 Kommandant. Die Zähringen rammte und versenkte während einem Flottenmanöver Mitte September 1912 das Torpedoboot SMS G 171. Ende September 1912 wurde sie erneut außer Dienst gestellt. Schwind wurde aber mit Kriegsbeginn von August bis September 1914 wieder Kommandant des Schiffes, welches dem IV. Geschwader zugewiesen wurde. Als Konteradmiral (Patent vom 19. September 1914) übernahm er anschließend als Nachfolger von Konteradmiral Richard Eckermann das VI. Geschwader. Bis zur Auflösung des Geschwaders führte Schwind dieses. Ab August 1915 war er zur Verfügung der Marinestationen gesetzt.
Anfang 1916 wurde er Kommandeur der 1. Marine-Brigade und ab 8. Januar 1917 war er bis zur Auflösung Mitte August 1917 Chef der Küstenschutzdivision der Ostsee. Schwind wurde anschließend Führer des aus der Küstenschutzdivision der Ostsee hervorgegangenen Sicherungsverband der mittleren Ostsee (S.m.O.). Am 14. Oktober 1917 wurde er zum Vizeadmiral befördert. Im März 1918 kam er zur Verfügung der Marinestation der Ostsee. Zum 17. März 1918 wurde er verabschiedet.

### Familie
Am 19. September 1896 heiratete er Dorothea Fanny Marie Cäcilie Julie von Dungern (* 1870). Er adoptierte später den ältesten Sohn des Generalleutnants Ernst von Hohnhorst, Werner (1897–1965), welcher dadurch den Namen Schmidt von Schwind von Hohnhorst tragen durfte.
1906 erwarb Schwind das Gut Ettental, welches seither im Familienbesitz blieb.